# Сложно съставно изречение
Сложно съставно изречение е понятие от синтаксиса, с което се назовава изречение, състоящо се от две или повече прости изречения, от които едно е главно (синтактично независимо), а другите са му подчинени. Подчинените изречения не могат да бъдат употребени самостойно извън сложното съставно изречение, защото са незавършени по смисъл. Те се свързват чрез подчинителни съюзи (че, да, ако, за да, без да и др.) или съюзни думи (кой, къде, как, когато, какъвто, чийто, защото и др.).

## Функционална класификацияна подчинените изречения
Подчинените изречения се класифицират според службата си като разширени части на главното изречение: подлог, сказуемо, допълнение, обстоятелствено пояснение, определение, сказуемно определение.
- Подчинено определително изречение може да пояснява различни части на главното изречение:

Подлог: Вилата, която построих, се намира в планината. Безпокои ме мисълта, че ти си далече.
Сказуемо (по-точно, именната му част, когато има такава): Това е човекът, за когото ти говорих.
Допълнение: Имам желание да работя с Иван. Той не чака съвети как се търсят клиенти.
Обстоятелствено пояснение: Познах го в мига, в който го видях.
- Подчинено допълнително изречение.

Най-често то пояснява преходни глаголи:
Видях, че брат ми се прибра. Искаше да излезе пак. Сетих се къде ще ходи. Реших да го спра.
Поканете които са дошли. Не забелязах кога са пристигнали. Ще им разкажа каквото зная.
Дали това е истина, старецът не знаеше. Къде е станала битката, днес никой не помни.
Понякога и непреходен глагол може да бъде пояснен от подчинено допълнително изречение:
Бързаше да си тръгне. (Възможен въпрос: Бързаше какво да направи? А не: Бързаше какво?)
Подчинено допълнително изречение може да пояснява някои прилагателни имена.
Те могат да са сказуеми: Колегите са готови да дойдат. Всички са достойни да бъдат поканени.
Но могат да са определения: Човекът, способен да жертва всичко, ще постигне всяка цел.
- Подчинено обстоятелствено изречение. Този тип има десет разновидности:[2]

1) За време: Ще ти каже, когато поиска. Ще се върна, щом цъфне люлякът.
2) За място: Където стъпи, трева не никне.
3) За начин и сравнение: Както слушам, тъй съдя. Пише, без да мисли. Викни тъй, че да те чуят.
4) За причина: Дойде, защото го поканих. Не обича кавгите, тъй като е страдал от тях.
5) За цел: Учи се, за да знаеш. Питай, да не би да сбъркаш. Заложих капан, дано я хвана.
6) За количество и степен: Печеля толкова, колкото да се издържам.
7) За условие: Ако имам, ще дам. Кажеш ли, идвам. Щом те помолят, помагай. Да можех, бих пял.
8) За отстъпка: Макар че не знае, говори. Колкото и да ме боли, смея се. Аз, че куцам, ви изпреварих.
9) За изключване: Не ми оставаше нищо друго, освен да го изгоня. Простих му, вместо да го накажа.
10) За последица и заключение: Така силно го блъснах, че той падна. Знам, следователно мога.
- Подчинено подложно изречение. Главното изречение може да бъде:

В деятелен залог: Който пее, зло не мисли. Де когото срещна, все лук яде. Да си родител, е радост.
В страдателен залог: Иска му се да е пръв. Чу се, че някой вика. Вижда се, че не казват истината.
- Подчинено сказуемно изречение:

Децата са, които носят най-големите радости и тревоги.
Съседът е, който пръв ще ти се притече на помощ.
Най-голямата радост е, когато постигнеш отколешна мечта.
Животът не е какъвто беше едно време.
Бъди какъвто те познавам.
Първата ми работа беше да попитам за брат си.
- Подчинено сказуемноопределително изречение. Чрез сказуемото то може да пояснява:

Подлог: Той се върна какъвто замина.
Допълнение: Я го виж как лае. Направиха ме да си говоря сам. Чух го, че се смее. Заварих я да учи.